# Herb Nowego Sącza
Herb Nowego Sącza – jeden z symboli miejskich Nowego Sącza.

## Wygląd i symbolika
Herb przedstawia w błękitnym polu postać świętej Małgorzaty, stojącej na grzbiecie zielonego smoka. Święta Małgorzata ubrana jest w białą suknię ze złotym paskiem, a na ramiona ma zarzuconą czerwoną pelerynę, spiętą na piersiach złotą spinką. Jej głowę zdobi złota korona i nimb. W lewej, lekko uniesionej ręce, trzyma złoty krzyż łaciński na długim drzewcu, którym godzi w rozwartą paszczę smoka. W prawej ręce trzyma złotą gałązkę palmową. Smok – na którym stoi – przedstawiony z boku, jest wygięty na kształt półksiężyca. Jego paszcza i zakręcony ogon są uniesione ku górze. W połowie długości smoka widoczna jest szponiasta łapa i smocze skrzydło.
Postać patronki miasta umieszczonej na smoku nawiązuje do legendy o świętej Małgorzacie, która ujarzmiła smoka piekielnego.
Gałązka palmowa jest symbolem męczeństwa – święta Małgorzata była prześladowana za wiarę i ścięta w Antiochii na przełomie III i IV wieku.

## Historia

Herb miasta z lat 1987–2017

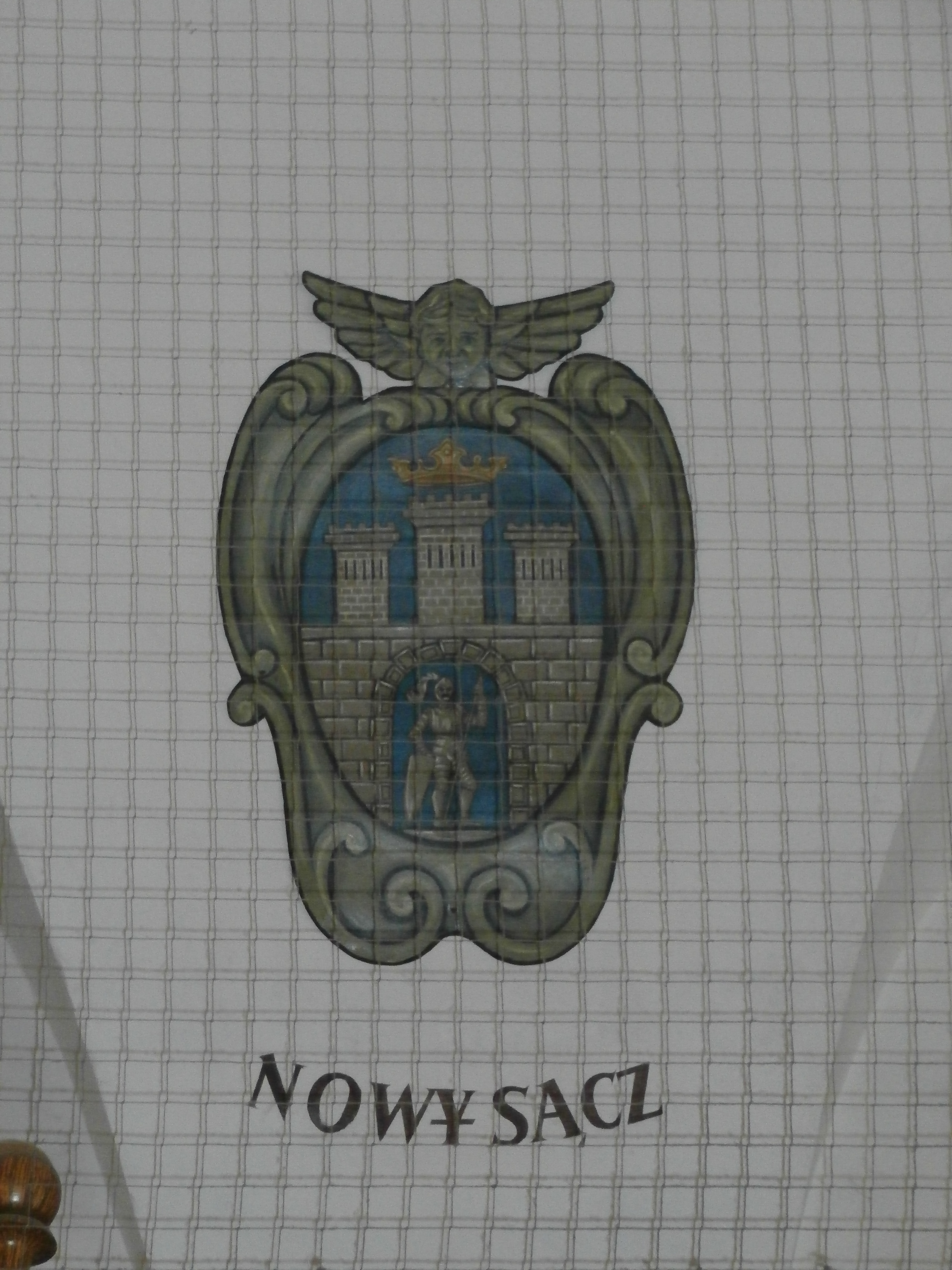
Herb miasta z lat 1820–1987 w Krakowskich Sukiennicach

Postać świętej Małgorzaty stojącej na smoku występowała w herbie od momentu założenia miasta w 1292 r. Zgodnie ze średniowiecznym zwyczajem na herb miasta wybrano świętą, patronującą miejscowemu kościołowi farnemu. Wizerunek ten, występujący na pieczęciach miejskich zmieniał się nieznacznie przez wieki. Istniała wersja ze św. Małgorzatą siedzącą na tronie i powstrzymującą smoka lejcami.
Około 1820 r. gdy Nowy Sącz znajdował się pod zaborem, władze austriackie nakazały zmianę herbu, ze względu na jego religijną wymowę. Wprowadzono wówczas herb w postaci bramy o trzech basztach, z koroną i postacią rycerza stojącego w otwartym przejściu. Zarząd Miejski Nowego Sącza żywiąc wątpliwości co do herbu z bramą forteczną jako prawowitego, wystąpił w 1937 r. do Ministra Spraw Wewnętrznych w Warszawie o ustalenie godła dla miasta. Ministerstwo po porozumieniu się z Ministerstwem Wyznań i Oświecenia Publicznego opublikowało w Monitorze Polskim nr 88, poz. 130 z dnia 21 marca 1938 r. zarządzenie zatwierdzające dla miasta herb z wyobrażeniem św. Małgorzaty. Zarząd Miejski ogłosił 26 maja 1939 r. konkurs na projekt herbu i pieczęci. Zapytania o warunki konkursowe składane być miały w kopertach z hasłem "Bardzo pilne". Deponowanie prac konkursowych wyznaczono na 15 lipca 1939 r. Rozpatrzenie konkursu nastąpić miało 1 września 1939 r. Niestety, nie zdążono przed wybuchem drugiej wojny światowej.
W 1945 Miasto Nowy Sącz przyjęło do oznaczania swych akt herb z bramą forteczną i rycerzem. Herb ustanowiony przez zaborcę budził sprzeciw mieszkańców. Zapytany w tym względzie Urząd Rady Ministrów stwierdził pismem datowanym dniem 13 lipca 1982 r., że zarządzenie z 21 marca 1938 r. prawnie uznające należący do historii miasta Nowego Sącza herb z postacią św. Małgorzaty nie straciło swej obowiązującej mocy. Orzeczenie Rady Państwa z 28 marca 1987 r. ponownie wskazało, że dla Nowego Sącza obowiązującym jest herb przedstawiający postać św. Małgorzaty stojącej na smoku. Ostatecznie Miejska Rada Narodowa w Nowym Sączu uznała 16 października 1987 r., że obowiązującym odtąd symbolem miasta jest herb z postacią św. Małgorzaty ujarzmiającej smoka, odpowiadający heraldycznemu opisowi: „w błękitnym polu tarczy widnieje postać św. Małgorzaty w białej sukni i narzuconym na ramiona czerwonym płaszczu. Na głowie ma złotą koronę i takiż nimb wokół głowy. W prawej ręce trzyma złocisty krzyż o długim drzewcu, w lewej zielony liść palmy. Postać Świętej stoi na zielonym smoku. W rozwartej paszczy smoka zwróconej w prawo ku górze tkwi ukośnie trzymane przez Świętą drzewce krzyża. Ogon smoka uniesiony ku górze, zakręcony w pętlę, jest rozczłonowany na trzy końcówki. W pośrodku długości smoka widoczne są szponiasta jego noga i zwinięte skrzydło”.
Wersję herbu z 1987 r. wykonał artysta plastyk Józef Pogwizd.
W 2017 r. dokonano modyfikacji rysunku herbu.